# XIVIEW
XIVIEW（サイビュー）は、日本ビクターが発売する業務用及び民生用高級液晶ディスプレイ。

## 概要
2008年、ビクターは価格の急速な下落に伴う業績の悪化より、国内の薄型テレビ事業の大幅な見直しを迫られた。その後同社は愛好者向けの高級機に絞って販売を続けると発表。その1号機LT-42WX70が2009年7月に発売された。
業務用ディスプレイとしては、まずGD-32X1を同年6月8日に発表（発売は8月下旬）。その際には愛称を公表していなかったが、一週間後の同年6月15日にGD-42X1及びLT-42WX70発表の際「XIVIEW」の名称が明らかにされた。

## ラインナップ

### 民生用
LT-42WX70
2009年7月上旬発売。動画はもとより、静止画の画質にもこだわったXIVIEWの民生用初代機。テレビチューナー非搭載。独自の液晶「D-Proパネル」と高画質回路「GENESSA PREMIUM」を搭載。厚さ42.5mm、重さ12kg（どちらも本体のみ）の超薄型軽量ボディーを実現。
- パネル画素数：1920×1080（フルHD）
- 入力端子：HDMI×3、D-sub 15ピン×2、音声入力
- 消費電力：175W

### 業務用
GD-32X1
2009年8月下旬発売。32V型液晶ディスプレイとして当時業界最薄の6.4mm（最薄部）と業界最軽量の15.7kgを実現した、超薄型ディスプレイ。壁掛けや天吊り等、これまで液晶ディスプレイの設置が難しかった場所や方法への対応を可能にした。高画質回路「GENESSA PREMIUM」を搭載。業務用ではあるが、ビクターの民生用品商品ページにも掲載されている。
- パネル画素数：1920×1080（フルHD）
- 入力端子：HDMI×2、アナログRGB入力、音声入力（ミニジャックφ3.5mm）

GD-42X1
2009年7月上旬発売。上記LT-42WX70の業務用仕様で、GD-32X1と似た型番でありながら同機との共通性は無い。
基本的な仕様はLT-42WX70と同じ物の、画質モードがデジタルサイネージ用や監視用などの業務用向けに変更されているのが違い。
- パネル画素数：1920×1080（フルHD）
- 入力端子：HDMI×3、D-sub 15ピン×2、音声入力